# Harry Broos
Henricus Adrianus (Harry) Broos (Roosendaal, 25 mei 1898 – Eindhoven, 16 juli 1954) was een Nederlandse sprinter. Hij vertegenwoordigde Nederland tweemaal achter elkaar op de Olympische Spelen, namelijk in 1924 en 1928 en won hierbij een bronzen medaille.

## Biografie

### Brons op OS van 1924
Op de Olympische Spelen van Parijs in 1924 won Broos op de 4 x 100 m estafette een bronzen medaille met zijn teamgenoten Jan de Vries, Jacob Boot en Rinus van den Berge. Het Nederlandse viertal realiseerde in de finale een tijd van 41,8 s, een verbetering van de tijd in de series met 0,2 seconde. In de derde serie had de ploeg reeds 42,0 laten noteren, op dat moment een evenaring van het wereldrecord dat de Britten juist in de eerste serie hadden gevestigd. Dit record werd in de zesde serie door de Amerikaanse ploeg echter alweer gebroken en verder teruggebracht tot 41,2. Naast de 4 x 100 m estafette nam Harry Broos ook nog deel aan de 100 en 200 m individueel. Op beide nummers reikte Broos, na winst in de series, tot de kwartfinale. Hierin werd hij uitgeschakeld.

### Deelname aan OS van 1928
Vier jaar later, op de Olympische Spelen van 1928 in eigen land, maakte Broos deel uit van de ploeg voor de 4 x 400 m estafette. Samen met Rinus van den Berge, Andries Hoogerwerf en Adje Paulen werd hij in de tweede serie uitgeschakeld. Ook ditmaal had hij daarnaast op enkele individuele nummers ingeschreven. Op de 200 m werd hij, evenals vier jaar eerder, in de kwartfinale uitgeschakeld. Bij het tweede individuele nummer, de 400 m, drong hij door tot de halve finale, waarin hij in zijn race als vijfde met een tijd van 49,6 eindigde.

### Twaalf keer Nederlands kampioen
Harry Broos was als sprinter een zeer veelzijdig atleet. Dit kan worden afgeleid uit het feit dat hij in de jaren twintig van de 20e eeuw niet minder dan twaalf Nederlandse titels veroverde op vier verschillende atletiekonderdelen. Vijfmaal was hij in die periode de beste op de 100 m, driemaal op de 200 m, eveneens driemaal op de 400 m en ten slotte eenmaal bij het verspringen. Bovendien was hij erg aardig, getuige voormalig KNAU-voorman Ad Strengholt (voorzitter van 1934 tot 1940), die hem "de aardigste sportman, die ik ooit heb ontmoet" noemde.

### Ook actief in voetballerij
Zijn veelzijdigheid kwam ook tot uiting bij de voetbalafdeling van PSV. Naast zijn atletiekcarrière speelde Broos tussen 1922 en 1925 23 wedstrijden in het eerste voetbalelftal van PSV. Na zijn actieve carrière zou hij bij PSV voetbal ook nog de functies van tweede penningmeester en vicevoorzitter bekleden. Broos was tevens lid van verdienste van PSV, de voetbalafdeling.

## Nederlandse kampioenschappen
| Onderdeel   | Jaar                         |
| ----------- | ---------------------------- |
| 100 m       | 1921, 1923, 1924, 1925, 1928 |
| 200 m       | 1922, 1923, 1924             |
| 400 m       | 1927, 1928, 1929             |
| verspringen | 1921                         |

## Persoonlijke records
| Onderdeel | Prestatie | Datum            | Plaats    |
| --------- | --------- | ---------------- | --------- |
| 100 m     | 10,6 s    | 12 augustus 1923 | Rotterdam |
| 200 m     | 22,0 s    | 1926             |           |
| 400 m     | 49,2 s    | 1927             |           |

## Wereldrecord
| Onderdeel           | Prestatie | Datum        | Plaats |
| ------------------- | --------- | ------------ | ------ |
| 4 x 100 m estafette | 42,0 s    | 12 juli 1924 | Parijs |